# Пугачёв, Виктор Николаевич
Виктор Николаевич Пугачёв (род. 1933) — советский хозяйственный и государственный деятель, лауреат Государственной премии СССР за выдающиеся достижения в труде.

## Биография
Родился в 1933 году в Ардатовском районе Мордовской АССР. Член КПСС.
В 1943—1993 годах — колхозник, прицепщик, помощник тракториста, тракторист МТС, военнослужащий Советской армии, тракторист-машинист Ардатовского районного производственного объединения «Райсельхозхимия».
За высокоэффективное использование техники, внедрение прогрессивной технологии в кормопроизводстве и сельском строительстве был в составе коллектива удостоен Государственной премии СССР за выдающиеся достижения в труде 1981 года.
Жил в Ардатове.

## Награды
- Орден Ленина
- Орден Трудового Красного Знамени